# Список депутатов Верховного Совета БАССР 9-го созыва
Депутаты Верховного Совета БАССР девятого созыва (274 депутата)
Верховный Совет Башкирской АССР был образован согласно Конституции БАССР 1937 года. Верховный Совет Башкирской АССР является высшим органом государственной власти в Башкирской АССР,  правомочным решать все вопросы, отнесённые Конституцией СССР, Конституцией РСФСР и Конституцией Башкирской АССР к ведению Башкирской АССР. Деятельность Верховного Совета Башкирской АССР основывается на коллективном, свободном, деловом обсуждении и решении вопросов, гласности, регулярной отчётности перед Верховным Советом Башкирской АССР создаваемых им органов, широком привлечении граждан к управлению государственными и общественными делами, постоянном учете общественного мнения.
Осуществление Верховным Советом Башкирской АССР своих полномочий строится на основе активного участия в его работе каждого депутата Верховного Совета Башкирской АССР. Депутат осуществляет свои полномочия, не порывая с производственной или служебной деятельностью.
До 1970-х годов Верховный Совет Башкирской АССР размещался по адресу: БАССР, г. Уфа, ул. Пушкина, д. 106.
Список депутатов Верховного Совета БАССР девятого созыва:
- Гирфанов, Вакиль Калеевич, Председатель Верховного Совета БАССР, Уральский избирательный округ № 57, Советский район, г. Уфа
- Нагаев, Асхат Ильясович, заместитель Председателя Верховного Совета БАССР, Ишлинский избирательный округ № 127, Аургазинский район
- Петрова, Валентина Николаевна, заместитель Председателя Верховного Совета БАССР, Александро-Невский избирательный округ № 3, Калининский район, г. Уфа
- Абдрахманов, Барей Абдрахманович, Шахтёрский избирательный округ № 76, г. Кумертау
- Абдрахманов, Анвар Муллагалиевич, Раевский избирательный округ № 154
- Абдулов, Марсель Хабибович, Николаевский избирательный округ № 230, Туймазинский район
- Абишина, Роза Фаткуллиновна, Горьковский избирательный округ № 32, Орджоникидзевский район, г. Уфа
- Азаматова, Габита Загитовна, Белорецкий избирательный округ № 143, Белорецкий район
- Акназаров, Зекерия Шарафутдинович, Благовещенский городской избирательный округ № 152, Благовещенский район
- Аминев, Ахмет Гатаевич, Федоровский избирательный округ № 240, Федоровский район
- Аминов, Лерон Халитович, Западный избирательный округ № 87, г. Салават
- Амиров, Марс Гизитдинович, Строительный избирательный округ № 62, г. Белебей
- Андрющенко, Любовь Николаевна, Парковый избирательный округ № 52, Советский район, г. Уфа
- Араслангулов, Барий Кинзябулатович, Араслангуловский избирательный округ № 223, Стерлибашевский район
- Асадуллина Фания Гиндулловна, Матросовский избирательный округ № 11, Калининский район, г. Уфа
- Афридонов, Мидхат Вафиевич, Ульяновский избирательный округ № 40, Орджоникидзевский район, г. Уфа
- Ахиярова, Дахия Кадыровна, Новонагаевский избирательный округ № 200, Краснокамский район
- Ахмадуллин, Фидай Сафиуллинович, Шариповский избирательный округ № 208, Кумертауский район
- Ахматханова, Илюза Рахимьяновна, Тазларовский избирательный округ № 158, Бураевский район
- Ахмеров, Рим Назмиевич, Рудничный избирательный округ № 95, г. Сибай
- Ахметзянов, Ахмет Каримович, Верхнеавзянский избирательный округ № 144, Белорецкий район
- Ахунзянов, Тагир Исмагилович, Новобалтачевский избирательный округ № 243, Чекмагушевский район
- Аюпова, Фатыма Фарвазтдиновна, Урмиязовский избирательный округ № 126, Аскинский район
- Бажанова, Вера Васильевна, Полтавский избирательный округ № 53, Советский район, г. Уфа
- Байрушин, Михаил Александрович, Покровский избирательный округ № 154, Благовещенский район
- Бакиев, Мухамет Габидуллович, Бурлинский избирательный округ № 161, Гафурийский район
- Бакиров, Урал Насырович, Кугарчинский избирательный округ № 202, Кугарчинский район
- Балаев, Анатолий Павлович, Серафимовский избирательный округ № 112, г. Туймазы
- Барбазюк Павел Григорьевич, Аксеновский избирательный округ № 120, Альшеевский район
- Басырова, Зульфира Хабибовна, Большеустьикинский избирательный округ № 213, Мечетлинский район
- Батанов, Николай Яковлевич, Айский избирательный округ № 43, Советский район, г. Уфа
- Батталов, Марат Саляхович, Мраковский избирательный округ № 203, Кугарчинский район
- Бахтияров, Равиль Кутдусович, Октябрьский избирательный округ № 19, Кировский район, г. Уфа
- Бачурин, Дмитрий Григорьевич, Шаранский избирательный округ № 251, Шаранский район
- Башаров, Фидаи Шарифьянович, Кузеевский избирательный округ № 156, Буздякский район
- Баязитов, Нуритдин Мухитдинович, Красноключевский избирательный округ № 219, Нуримановский район
- Белалов, Муса Гайсинович, Воскресенский избирательный округ № 209, Мелеузовский район
- Беляева, Александра Николаевна, Затонский избирательный округ № 27, Ленинский район, г. Уфа
- Благоразумова, Ольга Михайловна, Старотуймазинский избирательный округ № 232, Туймазинский район
- Борисов, Константин, Алексеевич, Ново-Александровский избирательный округ № 51
- Бородин, Евгений Матвеевич, Железнодорожный избирательный округ № 74, г. Кумертау
- Бровцова, Любовь Васильевна, Аслыкульский избирательный округ № 164, Давлекановский район
- Булгаков, Марат Сахипович, Северный избирательный округ № 15, Калининский район, г. Уфа
- Бурма Александр Иванович, Нефтепромысловый избирательный округ № 84, г. Октябрьский
- Вагина Эльза Ахатовна, Гагаринский избирательный округ № 31, Орджоникидзевский район, г. Уфа
- Валиева, Шаура Гафуровна, Юго-Западный избирательный округ № 108, г. Стерлитамак
- Валишин, Шариф Ахметович, Ленинский избирательный округ № 64, г. Белорецк
- Варфоломеев, Дмитрий Федорович, Нефтехимический избирательный округ № 35, Орджоникидзевский район, г. Уфа
- Васильев, Владимир Ефимович, Инзерский избирательный округ № 124, Архангельский район
- Вахитов, Шакир Казыханович, Нефтекамский избирательный округ № 77, г. Нефтекамск
- Вахитов, Шавали Мухаметович, Таймасовский избирательный округ № 206, Кумертауский район
- Вахитова, Лена Нуруллиновна, Карамалы-Губеевский избирательный округ № 256
- Веселов, Семен Михайлович, Красноусольский избирательный округ № 162, Гафурийский район
- Ветлин, Иван Ильич, Старобазановский избирательный округ № 149, Бирский район
- Видинеева, Людмила Николаевна, Ленинский избирательный округ № 75, г. Кумертау
- Волик Иван Фомич, Карламанский избирательный округ № 194, Кармаскалинский район
- Волкова, Елизавета Михайловна, Маяковский избирательный округ № 49, Советский район, г. Уфа
- Воюшин, Владимир Леонидович, Старосуллинский избирательный округ № 174, Ермекеевский район
- Гадельшина, Шагура Рхимьяновна, Арслановский избирательный округ № 197, Кигинский район
- Газнанов, Минияр Бахтиевич, Петровский избирательный округ № 187, Ишимбайский район
- Гайсин, Шайхутдин Мусинович, Миякибашевский избирательный округ № 218, Миякинский район
- Галеев, Ахтям Шакирович, Северный избирательный округ № 111, г. Туймазы
- Галеева, Роза Садыковна, Орджоникидзевский избирательный округ № 37, Орджоникидзевский район, г. Уфа
- Галиакберов, Гайният Галимуллинович, Арслановский избирательный округ № 246, Чишминский район
- Галимова, Флюра Мансуровна, Димитровский избирательный округ № 5, Калининский район, г. Уфа
- Галиуллин, Ким Нигмаевич, Краснохолмский избирательный округ № 189, Калтасинский район
- Гамилов, Надим Гатич, Курдымский избирательный округ № 228, Татышлинский район
- Гарданов, Рифгат Тимирбаевич, Языковский избирательный округ № 151
- Гареев, Муса Гайсинович, Коммунаровский избирательный округ № 9, Калининский район, г. Уфа
- Гареев, Риф Рахимович, Новиковский избирательный округ № 51, Советский район, г. Уфа
- Гареев, Риф Рахимович, Калтасинский избирательный округ № 215
- Гарейшин, Асхат Гарейшинович, Караидельский избирательный округ № 191, Караидельский район
- Гарипова, Наиля Фатыховна, Нуримановский избирательный округ № 220, Нуримановский район
- Гаязова, Гульслу Халиловна, Строительный избирательный округ № 79, г. Нефтекамск
- Герман, Владимир Михайлович, Калининский избирательный округ № 148
- Гильванов, Ахмет-Султан Набиевич, Калинниковский избирательный округ № 148, Бирский район
- Гильданов, Халяф Гильванович, Рсаевский избирательный округ № 184, Илишевский район
- Гончарова, Анна Петровна, Миякинский избирательный округ № 217, Миякинский район
- Горюнова, Мария Егоровна, Акмурунский избирательный округ № 130, Баймакский район
- Гришков, Иван Тимофеевич, Промысловый избирательный округ № 72, г. Ишимбай
- Гулина, Эльвира Александровна, Благовещенский сельский избирательный округ № 153, Благовещенский район
- Давлетбаев, Далгат Шагимарданович, Октябрьский избирательный округ № 103, г. Стерлитамак
- Давлетшин, Ахмет Зиганшинович, Языковский избирательный округ № 151, Благоварский район
- Давлетшин, Фарид Канзелмагарифович, Старокалмашевский избирательный округ № 244, Чекмагушевский район
- Дашкин, Ремель Миргазианович, Бик-Кармалинский избирательный округ № 165, Давлекановский район
- Деев, Геннадий Аркадьевич, Спортивный избирательный округ № 56, Советский район, г. Уфа
- Евбатыров, Равгат Тухватович, Усень-Ивановский избирательный округ № 140, Белебеевский район
- Евстафьева, Анна Ивановна, Восточный избирательный округ № 86, г. Салават
- Езова, Любовь Константиновна, Ново-Александровский избирательный округ № 36, Орджоникидзевский район, г. Уфа
- Емченко, Владимир Степанович, Тирлянский избирательный округ № 80
- Зайдуллина, Тарзима Газизьяновна, Зириклинский избирательный округ № 250, Шаранский район
- Зайнетдинов, Юнер Зуферович, Левобережный избирательный округ № 71, г. Ишимбай
- Зайцев, Михаил Алексеевич, Северо-Пасадский избирательный округ № 67
- Закиров, Рауф Абдулхакович, Баймакский избирательный округ № 131, Баймакский район
- Заяша Владимир Николаевич, Губкинский избирательный округ № 106
- Зиганшин, Сабир Шаяхметович, Кандринский избирательный округ № 110, г. Туймазы
- Зуева, Клавдия Федоровна, Железнодорожный избирательный округ № 46, Советский район, г. Уфа
- Иванов, Кузьма Федотович, Бижбулякский избирательный округ № 146, Бижбулякский район
- Ившин, Аркадий Игнатьевич, Дуванский избирательный округ № 167, Дуванский район
- Идрисов, Индус Миргасимович, Кигинский избирательный округ № 198, Кигинский район
- Идрисова, Ляля Хазиевна, Калининский избирательный округ № 8, Калининский район, г. Уфа
- Извозчиков, Валентин, Глебович, Октябрьский избирательный округ № 65, г. Белорецк
- Ильбулов, Курбангалей Нигаматович, Сибайский избирательный округ № 132, Баймакский район
- Имамов, Раис Имамович, Тубинский избирательный округ № 133, Баймакский район
- Имангулов, Динислам Исламович, Краснознаменский избирательный округ № 100, г. Стерлитамак
- Исинбаева, Мария Игнаевна, Чураевский избирательный округ № 216, Мишкинский район
- Исликаева, Екатерина Исликаевна, Калтасинский избирательный округ № 188, Калтасинский район
- Исмагилов, Загир Гарипович, Асяновский избирательный округ № 170, Дюртюлинский район
- Исмагилов, Абдулла Гиниятович, Ермолаевский избирательный округ № 205, Кумертауский район
- Исхакова, Рауза Гайфуллиновна, Ангасякский избирательный округ № 169, Дюртюлинский район
- Ишмухаметов, Исмагил Баймухаметович, Куручевский избирательный округ № 135, Бакалинский район
- Каланов, Ибыс Салахович, Нефтяной избирательный округ № 78, г. Нефтекамск
- Калимуллина Валентина Семеновна, Привокзальный избирательный округ № 54, Советский район, г. Уфа
- Камалов, Минигалим Хазигалиевич, Байрамгуловский избирательный округ № 236, Учалинский район
- Каримов, Виль Сагитович, Советский избирательный округ № 22, Кировский район, г. Уфа
- Кармакова, Екатерина Васильевна, Юмагузинский избирательный округ № 204, Кугарчинский район
- Карнопалов, Александр Николаевич, Южный избирательный округ № 109, г. Стерлитамак
- Карцев, Евгений Васильевич, Энергетический избирательный округ № 80, г. Нефтекамск
- Кинзин, Рашит Кинзинович, Салаватский избирательный округ № 222, Салаватский район
- Кирсанов, Алексей Петрович, Заводской избирательный округ № 63, г.Белорецк
- Колесниченко, Ирина Филипповна, Центральный избирательный округ № 92, г. Салават
- Кондаков, Дмитрий Иванович, Нефтезаводской избирательный округ № 34, Орджоникидзевский район, г. Уфа
- Коновалов, Петр Николаевич, Зирганский избирательный округ № 210, Мелеузовский район
- Корлыханова, Мария Степановна, Белокатайский избирательный округ № 141, Белокатайский район
- Костина Анна Максимовна, Октябрьский избирательный округ № 89, г. Салават
- Краев, Дмитрий Васильевич, Давлекановский избирательный округ № 166, Давлекановский район
- Кузнецов, Анатолий Васильевич, Машиностроительный избирательный округ № 12, Калининский район, г. Уфа
- Кузнецов, Иван Павлович, Зилаирский избирательный округ № 177, Зилаирский район
- Куликов, Евгений Васильевич, Щербаковский избирательный округ № 42
- Купряхин, Гавриил Гавриилович, Месягутовский избирательный округ № 168, Дуванский район
- Кутлушина Фарида Байрамгуловна, Ленинский избирательный округ № 102, г. Стерлитамак
- Кутушев, Наиль Муллаянович, Аксаковский избирательный округ № 59, г. Белебей
- Латыпов, Марат Ильясович, Поляковский избирательный округ № 237, Учалинский район
- Луговская, Нина Васильевна, Турсагалинский избирательный округ № 129, Аургазинский район
- Лысенко, Николай Трофимович, Мишкинский избирательный округ № 215, Мишкинский район
- Магадеева, Рамзия Минияровна, Ахмеровский избирательный округ № 185, Ишимбайский район
- Магдеева, Рауза Идрисовна, Заводской избирательный округ № 47, Советский район, г. Уфа
- Малафеева, Анна Андреевна, Пушкинский избирательный округ № 20, Кировский район, г. Уфа
- Мамыкина, Зоя Андреевна, Фрунзенский избирательный округ № 24, Кировский район, г. Уфа
- Марванов, Миниахмет Сахиевич, Кинзебулатовский избирательный округ № 186, Ишимбайский район
- Маслобоев, Юрий Александрович, Архитектурный избирательный округ № 4, Калининский район, г. Уфа
- Маслобоев, Юрий Александрович, Транспортный избирательный округ № 49
- Матренина, Валентина Михайловна, Дмитриевский избирательный округ № 234, Уфимский район
- Махмудов, Рашид Абдуллович, Абзановский избирательный округ № 175, Зианчуринский район
- Машкин, Федор Иванович, Казадаевский избирательный округ № 226, Стерлитамакский район
- Мигранова, Нафига Саубановна, Агардинский избирательный округ № 150, Благоварский район
- Минниахметова, Нагима Фатыховна, Айбулякский избирательный округ № 252, Янаульский район
- Миннибулатов, Кутлияр Кутлибулатович, Трунтаишевский избирательный округ № 122, Альшеевский район
- Мирасов, Минибай Минигужиевич, Комсомольский избирательный округ № 211, Мелеузовский район
- Мирзагитов, Асхат Масгутович, Андреевский избирательный округ № 182, Илишевский район
- Мироненко, Иван Кондратьевич, Байкибашвеский избирательный округ 190, Караидельский район
- Михайлова, Валентина Васильевна, Бузовьязовский избирательный округ № 193, Кармаскалинский район
- Михеев, Григорий Григорьевич, Центральный избирательный округ № 107, г. Стерлитамак
- Муллагалямов, Марат Сабитович, Железнодорожный избирательный округ № 98, г. Стерлитамак
- Муллакаева, Нурия Камалетдиновна, Центральный избирательный округ № 96, г. Сибай
- Муллаярова, Тазкира Тимербаевна, Коммунистический избирательный округ № 28, Ленинский район, г. Уфа
- Муратова, Хамиса Яхиевна, Юлдыбаевский избирательный округ № 178, Зилаирский район
- Муратшина Клара Абдулхаевна, Первомайский избирательный округ № 104, г. Стерлитамак
- Мухамедьяров, Сагидулла Гарифуллович, Учалинский сельский избирательный округ № 238, Учалинский район
- Мухаметдинов, Радил Кияметдинович, Насибашевский избирательный округ № 221, Салаватский район
- Мухаметшин, Закир Фазылович, Янаульский избирательный округ № 255, Янаульский район
- Набиуллина Маглия Муллакаевна, Балтачевский избирательный округ № 137, Балтачевский район
- Назмутдинов, Рафит Загитович, Челкаковский избирательный округ № 159, Бураевский район
- Назыров, Музафар Ахиярович, Стерлибашевский избирательный округ № 224, Стерлибашевский район
- Наумова, Валентина Николаевна, Строительный избирательный округ № 39, Орджоникидзевский район, г. Уфа
- Науразбаева, Галия Мударисовна, Бурзянский избирательный округ № 160, Бурзянский район
- Нафикова, Танзиля Мухаметдиновна, Янгискаинский избирательный округ № 163, Гафурийский район
- Нигаматянов, Мавлитян Сибагатович, Татышлинский избирательный округ № 229, Татышлинский район
- Нигматзянова, Амина Муллагалиевна, Новотроицкий избирательный округ № 247, Чишминский район
- Низамов, Фавазит Закирович, Первомайский избирательный округ № 38, Орджоникидзевский район, г. Уфа
- Никитин, Геннадий Михайлович, Южный избирательный округ № 93, г. Салават
- Николаева, Екатерина Николаевна, Свердловский избирательный округ № 30, Ленинский район, г. Уфа
- Никонова, Лива Васильевна, Российский избирательный округ № 14, Калининский район, г. Уфа
- Нуркаев, Талип Латыпович, Октябрьский избирательный округ № 85, г. Октябрьский
- Нурмухаметов, Рашид Мухаметбареевич, Менделеевский избирательный округ № 50, Советский район, г. Уфа
- Нурмухаметова, Валентина Николаевна, Салаватский избирательный округ № 55, Советский район, г. Уфа
- Орлов, Николай Артемьевич, Демский избирательный округ № 1, Демский район, г. Уфа
- Павлов, Геннадий Михайлович, Улу-Телякский избирательный округ № 181, Иглинский район
- Паршутин, Николай Дмитриевич, Аскинский избирательный округ № 125, Аскинский район
- Пастушенко, Валерий Михайлович, Инзерский избирательный округ № 145, Белорецкий район
- Печников, Иван Никитович, Чишминский избирательный округ № 248, Чишминский район
- Понин, Виктор Михайлович, Ашкадарский избирательный округ № 225, Стерлитамакский район
- Прокофьев, Иван Алексеевич, Кальтовский избирательный округ № 180, Иглинский район
- Протопопов, Владимир Васильевич, Камский избирательный округ № 99
- Рафикова, Мадина Хамитовна, Интернациональный избирательный округ № 7, Калининский район, г. Уфа
- Рахимов, Урал Зиннатович, Вишерский избирательный округ № 44, Советский район, г. Уфа
- Рахматуллин, Ахсан Хасанович, Мрясимовский избирательный округ № 192, Караидельский район
- Раянов, Фанис Хабибрахманович, Шингак-Кульский избирательный округ № 249, Чишминский район
- Раянова, Фавзия Рахимьяновна, Абдрашитовский избирательный округ № 119, Альшеевский район
- Рожков, Василий Васильевич, Ждановский избирательный округ № 6, Калининский район, г. Уфа
- Рыленко, Владимир Данилович, Вокзальный избирательный округ № 94, г. Сибай
- Рязанов, Федор Иосифович, Месягутовский избирательный округ № 168
- Сабин, Александр Иванович, Бурибаевский избирательный округ № 242, Хайбуллинский район
- Сабитов, Габит Валитович, Школьный избирательный округ № 41, Орджоникидзевский район, г. Уфа
- Сабитов, Маргам Карамович, Толбазинский избирательный округ № 128, Аургазинский район
- Сагадеева, Земфира Гиниятовна, Тушбулатовский избирательный округ № 118, Абзелиловский район
- Сайфуллин, Равиль Шакирович, Тирлянский избирательный округ № 67, г. Белорецк
- Салихов, Амир Мухаррамович, Промышленный избирательный округ № 90, г. Салават
- Санкин, Александр Васильевич, Лесопарковый избирательный округ № 48, Советский район, г. Уфа
- Санникова, Мария Васильевна, Ленинский избирательный округ № 82, г. Октябрьский
- Сафиуллин, Адиатулла Аглямович, Суккуловский избирательный округ № 172, Дюртюлинский район
- Сафиуллина, Глюза Шайхулловна, Чекмагушевский избирательный округ № 245, Чекмагушевский район
- Сбитнева, Галина Борисовна, Центральный избирательный округ № 58, Советский район, г. Уфа
- Сергеев, Петр Михайлович, Октябрьский избирательный округ № 69, г. Бирск
- Серякова, Валентина Ивановна, Советский избирательный округ № 70, г. Бирск
- Сигаков, Николай Иванович, Мусинский избирательный округ № 113
- Ситдикова, Ризана Ханифовна, Суворовский избирательный округ № 16, Калининский район, г. Уфа
- Спатар, Иван Парфенович, Ухтомский избирательный округ № 2, Демский район, г. Уфа
- Спивак, Галина Григорьевна, Институтский избирательный округ № 33, Орджоникидзевский район, г. Уфа
- Субботина, Мария Гавриловна, Центральный избирательный округ № 73, г. Ишимбай
- Сукбаева, Гашия Фатыховна, Строительный избирательный округ № 91, г. Салават
- Сулейманов, Шариф Сулейманович, Комсомольский избирательный округ № 81, г. Октябрьский
- Султанов, Файзулла Валеевич, Прибельский избирательный округ № 196, Кармаскалинский район
- Сурин, Вениамин Константинович, Центральный избирательный округ № 68, г. Белорецк
- Суровицкая, Нина Мефодьевна, Домостроительный избирательный округ № 26, Ленинский район, г. Уфа
- Терегулова, Фануза Гизитдиновна, Кировский избирательный округ № 18, Кировский район, г. Уфа
- Тинибекова, Надежда Константиновна, Володарский избирательный округ № 45, Советский район, г. Уфа
- Третьяков, Владимир Степанович, Приютовский избирательный округ № 61, г. Белебей
- Третьякова, Алевтина Александровна, Курчатовский избирательный округ № 101, г. Стерлитамак
- Трифонова, Нина Александровна, Советский избирательный округ № 66, г. Белорецк
- Тухватуллина, Клара Габдрахмановна, Молодёжный избирательный округ № 88, г.Салават
- Уликанова, Назира Ахметгалимовна, Исянгуловский избирательный округ № 176, Зианчуринский район
- Уметбаев, Рамазан Гимранович, Шакшинский избирательный округ № 235, Уфимский район
- Уразбахтин, Нурулла Хабибрахманович, Ямадинский избирательный округ № 254, Янаульский район
- Урюпина, Раиса Андреевна, Стерлинский избирательный округ № 106, г. Стерлитамак
- Фазуллин, Адунис Мусагитович, Городской избирательный округ № 138
- Фаррахетдинов, Равиль Гуссаметдинович, Нижегородский избирательный округ № 29
- Фатхуллин, Гафурьян Фатхинурович, Нижнекарышевский избирательный округ № 138, Балтачевский район
- Федотов, Геннадий Петрович, Нарышевский избирательный округ № 83, г. Октябрьский
- Фокин, Борис Иванович, Промышленный избирательный округ № 105, г. Стерлитамак
- Фуфаев, Анатолий Федорович, Лемез-Тамакский избирательный округ № 214, Мечетлинский район
- Хабибуллин, Раис Хафизуллинович, Верхнеяркеевский избирательный округ № 183, Илишевский район
- Хабибуллина Рабига Хисматовна, Комсомольский избирательный округ № 10, Калининский район, г. Уфа
- Хабирова, Загида Гарифовна, Старокандринский избирательный округ № 231, Туймазинский район
- Хайдаров, Рухльбаян Шайхилисламович, Бураевский избирательный округ № 157, Бураевский район
- Хакимов, Рустам Исламович, Радищевский избирательный округ № 21, Кировский район, г. Уфа
- Хакимова, Хабира Хайдаровна, Услинский избирательный округ № 227, Стерлитамакский район
- Халиков, Халил Мирзаянович, Андреевский избирательный округ № 211
- Халтурин, Степан Петрович, Фурмановский избирательный округ № 17, Калининский район, г. Уфа
- Халяпин, Николай Максимович, Белебеевский избирательный округ № 60, г. Белебей
- Хасанова, Магинур Мухамадиевна, Альмухаметовский избирательный округ № 116, Абзелиловский район
- Хасанова, Сажида Мухаметсафовна, Иглинский избирательный округ № 179, Иглинский район
- Хафизов, Ульфат Маккенович, Новоартаульский избирательный округ № 253, Янаульский район
- Хафизова, Магира Шамсетдиновна, Промышленный избирательный округ № 13, Калининский район, г. Уфа
- Хисматуллин, Файзрахман Шайхитдинович, Аскаровский избирательный округ № 117, Абзелиловский район
- Ходосов, Иван Григорьевич, Булгаковский избирательный округ № 233, Уфимский район
- Хуснуллина Саура Мугиновна, Ермекеевский избирательный округ № 173, Ермекеевский район
- Чепайкина Тамара Николаевна, Старо-Уфимский избирательный округ № 23, Кировский район, г. Уфа
- Чередник Светлана Акрамовна, Малиновский избирательный округ № 139, Белебеевский район
- Чириков, Лев, Николаевич, Дзержинский избирательный округ № 25, Ленинский район, г. Уфа
- Шайгарданов, Шайхенур Амирьянович, Бакалинский избирательный округ № 134, Бакалинский район
- Шайдулин, Мидхат Идиятович, Николо-Березовский избирательный округ № 199, Краснокамский район
- Шакиров, Мидхат Закирович, Раевский избирательный округ № 121, Альшеевский район
- Шакирова, Расфида Ханифовна, Дюртюлинский избирательный округ № 171, Дюртюлинский район
- Шалагин, Николай Сергеевич, Яныбаевский избирательный округ № 142, Белокатайский район
- Шамсубарова, Савия Хисамутдиновна, Кармаскалинский избирательный округ № 195, Кармаскалинский район
- Шапошников, Петр Александрович, Южный избирательный округ № 113, г. Туймазы
- Шарафутдинов, Адгам Ганеевич, Мелеузовский избирательный округ № 212, Мелеузовский район
- Шарипов, Рашит Тагирович, Кош-Елгинский избирательный округ № 147, Бижбулякский район
- Шарифуллин, Фан Шамсуллович, Редькинский избирательный округ № 201, Краснокамский район
- Шафиева, Сария Закиевна, Буздякский избирательный округ № 155, Буздякский район
- Швецова, Анна Александровна, Архангельский избирательный округ № 123, Архангельский район
- Шевырялкина Мария Ивановна, Западный избирательный округ № 99, г. Стерлитамак
- Шемагонов, Святослав Андреевич, Пугачевский избирательный округ № 239, Федоровский район
- Шепелева, Зоя Ивановна, Ленинский избирательный округ № 29, Ленинский район, г. Уфа
- Щебланова, Елена Георгиевна, Восточный избирательный округ № 97, г. Стерлитамак
- Юлбердин, Арсланбек Харисович, Комсомольский избирательный округ № 10
- Юсупов, Мирсал Назипович, Кушнаренковский избирательный округ № 207, Кушнаренковский район
- Якимов, Владимир Николаевич, Миндякский избирательный округ № 114, г. Учалы
- Яковлев, Михаил Владимирович, Щербаковский избирательный округ № 42, Орджоникидзевский район, г. Уфа
- Якупов, Гильман Гирфанович, Акъярский избирательный округ № 241, Хайбуллинский район
- Ялаев, Тимерьян Сахабетдинович, Новобалтачевский избирательный округ № 269
- Ялалова, Мадина Сабировна, Мустафинский избирательный округ № 136, Бакалинский район
- Яхина Гильминур Ахметовна, Учалинский городской избирательный округ № 115, г. Учалы